# Mendeleevskij rajon
Il Mendeleevskij rajon (in russo Менделеевский район?, in tataro: Менделеевск районы) è un municipal'nyj rajon della Repubblica Autonoma del Tatarstan, in Russia. Istituito nel 1930, occupa una superficie di 746,4 chilometri quadrati, conta 30 839 abitanti ed è suddiviso in 1 città e 14 comuni rurali. Il centro amministrativo è la città di Mendeleevsk.
Il distretto si trova sulla riva destra della Kama e del suo affluente Tojma.